# La Closerie des genêts (film, 1913)
Pour les articles homonymes, voir La Closerie des genêts.
Pour plus de détails, voir Fiche technique et Distribution.
La Closerie des genêts est un film muet français réalisé par Adrien Caillard, et sorti en 1913.

## Fiche technique
- Titre : La Closerie des genêts
- Réalisation : Adrien Caillard
- Scénario : Adrien Caillard, d'après la pièce de Frédéric Soulié
- Société de production : Société cinématographique des auteurs et gens de lettres (S.C.A.G.L)
- Société de distribution :  Pathé Frères
- Pays d'origine :  France
- Langue : film muet avec les intertitres en français
- Format : Noir et blanc — 35 mm — 1,33:1 — Muet
- Genre : Film dramatique
- Dates de sortie :
  - France : 12 septembre 1913

## Distribution
- Léon Bernard : Kérouan
- Sarah Davids : Louise Kérouan
- Jean Hervé : Georges d’Estève
- Jean Chameroy : le général d'Estève
- Émile Mylo : Achille
- Marcelle Schmitt : Léona de Beauval
- Andrée Pascal : Lucille

## Autour du film
- Un remake du film, nouvelle adaptation de la pièce de Frédéric Soulié est sorti en 1925,  réalisé par André Liabel, sous le même titre, avec Henry Krauss,André Calmettes, Henri Bosc et François Viguier, dans les principaux rôles.